# 庹尧诲
庹尧诲（西班牙語：Jorge Toledo Albiñana，音译：豪尔赫·托莱多·阿尔维尼亚纳；1964年9月21日—），西班牙外交家，现任欧盟驻华代表团团长。

## 经历
他早年被分配到西班牙在印度和日本的外交代表处，曾是外交部长内阁和工业、能源、运输和通信事务总局的技术顾问，以及外交政策国务秘书内阁和组织委员会的顾问成员。
2008年7月至2011年9月，他担任西班牙驻塞内加尔大使，被任命为欧盟双边事务特别使团大使。
在2016年12月2日的部长理事会中，他被任命为欧盟事务国务秘书，直到2017年7月28日，国务秘书更名为欧洲事务国务卿。
自2018年10月起，担任驻日本特命全权大使。
自2022年9月1日起，担任欧盟驻华大使。